# New York City Water Tunnel No. 3
New York City Water Tunnel No. 3 is een tunnel voor de aanvoer van drinkwater vanuit het Hillview Reservoir in Yonkers naar New York, de tunnel is in feite een enorme waterleiding. De aanleg van de tunnel is de grootste investering in de geschiedenis van de stad New York. Bij de aanleg zijn 28 mensen om het leven gekomen tussen 1970 en 2009
De leiding is een aanvulling op de New York City Water Tunnel No. 1 (ingebruikname 1917) en New York City Water Tunnel No. 2 (ingebruikname 1935) en voorziet in extra capaciteit en bedrijfszekerheid. Met de aanleg van tunnel 3 is het mogelijk om een van de andere twee tunnels voor onderhoud buiten dienst te nemen.
De bouw is in 1970 begonnen en zal naar verwachting in 2020 afgerond worden. De tunnel wordt in vier fasen aangelegd en gebruik genomen. Fase 1 en 2 zijn bedoeld om de betrouwbaarheid van het systeem te vergroten, fasen 3 en 4 verbeteren ook de capaciteit in gebieden waar het aanbod voorheen onvoldoende was.
In de tunnel worden bij de aanleg van speciale afsluiterkamers gebouwd waarop later aangesloten kan worden bij de bouw van een andere fase, zonder dat de tunnel droog gelegd hoeft te worden. Elke kamer heeft een aantal afsluiters met een diameter van 2,40m met manometers en flowmeters om de druk en capaciteit van de leiding te meten en te sturen.

## Fase 1
De aanleg van fase 1 is gestart in 1970, grotendeels afgerond in de jaren 80 en in dienst genomen in 1998. De deel van de tunnel loopt door bedrock op een diepte van 76 tot 240 meter onder maaiveld. Deze tunnel is 21 km lang en loopt vanaf het Hillview Reservoir in Yonkers door Central Park naar Fifth Avenue en 78th Street en loopt dan oostwaarts onder de East River en Roosevelt Island naar Astoria, Queens. De betonnen tunnel heeft een diameter van 7,30 meter met een reductie naar 6,10 meter. In de tunnel bevinden zich 14 schachten waar het water in het bestaande leidingnet gelaten wordt.
De aanleg van fase 1 heeft ongeveer een miljard dollar gekost.

## Fase 2
Fase 2 levert water aan de lower west side van Manhattan delen van Queens, Brooklyn en Staten Island. Daarnaast sluit tunnel 3 aan op tunnels 1 en 2 waardoor er een zogenaamde bypass ontstaat. Hierdoor wordt het hele systeem betrouwbaarder en kan onderhoud uitgevoerd worden. 
Fase 2 bestaat uit drie aparte leidingen, een leiding door Queens (8 km Ø6,1 m)en Brooklyn (8,8 km Ø4,90) en een 14km lange leiding (Ø3,0 m) langs de westzijde van Manhattan en een zijtak op die leiding naar de oostkant van het eiland.
De tunnels van fase 2 zijn in 1998 afgerond, men verwacht ze in 2013 in gebruik te nemen als de schachten en installaties opgeleverd zijn.

## Fase 3
Fase 3 wordt inmiddels een apart project genoemd, de Kensico-City Tunnel. De leiding wordt Ø7,3 m. Deze leiding loopt vanaf het Kensico-reservoir in Westchester naar de afsluiterkamer onder Van Cortland Park in The Bronx.

## Fase 4
Fase 4 is een voorgestelde 22 km lange tunnel waarvoor inmiddels geld beschikbaar is. De tunnel loopt van het Hillview Reservior door het oosten van de Bronx en verder door Queens waar de leiding uiteindelijk aansluit op fase 2.

## Trivia
Enkele scènes in de film Die Hard with a Vengeance uit 1995 spelen zich af in de tunnel.